# والنتینا شوچنکو
والنتینا آناتولیوْنا شوْچنکو (روسی: Валентина Анатольевна Шевченко؛ زادهٔ ۷ مارس ۱۹۸۸) ورزشکار هنرهای رزمی ترکیبی و مبارز پیشین موای تای قرقیزستانی-پرویی است. او در رده مگس‌وزن زنان برای یواف‌سی رقابت می‌کند، جایی که هم‌اکنون قهرمان مگس‌وزن زنان یواف‌سی است. شوچنکو پس از شکست جوانا ژدرژیچک در یواف‌سی ۲۳۱ قهرمان این دسته شد.